# Kochiura casablanca
Kochiura casablanca är en spindelart som först beskrevs av Claude Lévi 1963.  Kochiura casablanca ingår i släktet Kochiura och familjen klotspindlar. Inga underarter finns listade i Catalogue of Life.